# ManpowerGroup
Die ManpowerGroup ist einer der drei größten Personaldienstleister weltweit. Die Zentrale des Unternehmens, mit rund 2.800 Niederlassungen in 80 Ländern, befindet sich in Milwaukee, Wisconsin. Geschäftsfelder sind die Personalvermittlung, Arbeitnehmerüberlassung, Outsourcing, Beratung und viele weitere Human-Resources-Lösungen.

## Geschichte
Das Unternehmen wurde im Jahr 1948 durch die Rechtsanwälte Elmar L. Winter und Aaron Scheinfeld in Milwaukee gegründet und gilt als Erfinder der Zeitarbeit. Die ersten Büros eröffneten in Milwaukee und Chicago, Illinois. 1956 wurde die Firma ein internationales Unternehmen:
- 1956 – Büros in Montreal und Toronto, Canada
- 1956 – Büros im Vereinigten Königreich
- 1957 – Büros in Frankreich
- 1963 – Büros in Südamerika
- 1964 – Auftritt in Asien

1967 wurde die Aktie der Manpower Inc. an der Börse notiert.
1995: Manpower Business Solutions wurde gegründet und begann, gezielt HR-Lösungen (Outsourcing) anzubieten. 1999 wird der ehemalige Bereich Manpower Technical zu Manpower Professional, der auf die Bereiche IT, Engineering und Finance spezialisiert ist.
Im Jahr 2000 erwarb Manpower die IT-Firma Elan, 2001 wurde Jefferson Wells, ein Dienstleister in den Bereichen Interne Revision, Finanz- und Rechnungswesen sowie IT übernommen.
2004 wurde Right Management, ein Anbieter von Beratungsleistungen rund um Talent- und Karrieremanagement übernommen.
2011 fusionierten Elan und Manpower Professional zu Experis. Am 30. März 2011 änderte Manpower Inc. seinen Namen zu ManpowerGroup, um ihr Angebot besser widerspiegeln zu können. Unter der übergeordneten Marke wurden die Firmen ManpowerGroup Solutions, Manpower, Experis und Right Management bekannt.
ManpowerGroup erzielte 2019 einen Umsatz von rund 21 Milliarden US-Dollar.

## ManpowerGroup in Deutschland
Die Manpower GmbH & Co. KG Personaldienstleistungen wurde 1965 in Frankfurt am Main gegründet. Im Juni 2015 hat die ManpowerGroup Deutschland, Eschborn, die 7S Group aus Jena, übernommen. Mit über 27.000 Mitarbeitern, rund 360 Standorten und einem Umsatz von über 921 Millionen Euro rückte die ManpowerGroup in die Top 3 der größten Personaldienstleister in Deutschland auf. 2018 war die ManpowerGroup Deutschland der drittgrößte US-amerikanische Arbeitgeber in Deutschland.
Das ManpowerGroup Arbeitsmarktbarometer ist ein Indikator für die Arbeitsmarktentwicklung. Zudem veröffentlicht das Unternehmen regelmäßig Studien zum Thema Arbeitswelt der Zukunft, Fachkräftemangel und Karriere.
Zur Markenfamilie der ManpowerGroup gehören Manpower, Stegmann, Experis, Talent Solutions sowie spezialisierte Einzelmarken.

## Logos

### Manpower
Ab 1967 besaß Manpower ein Logo mit dem "Stickman" Symbol. 2006 „enthüllt“ Manpower sein neues Logo. 5 Shapes, die „MP“ symbolisieren.

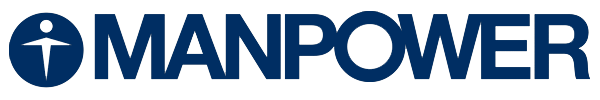
Logo von Manpower von 1967 bis 2006
Aktuelles Logo von Manpower

### ManpowerGroup Solutions

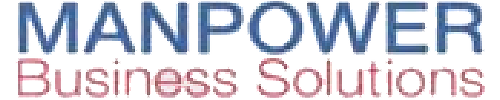
Logo von Manpower Business Solutions von 1995 bis 2011
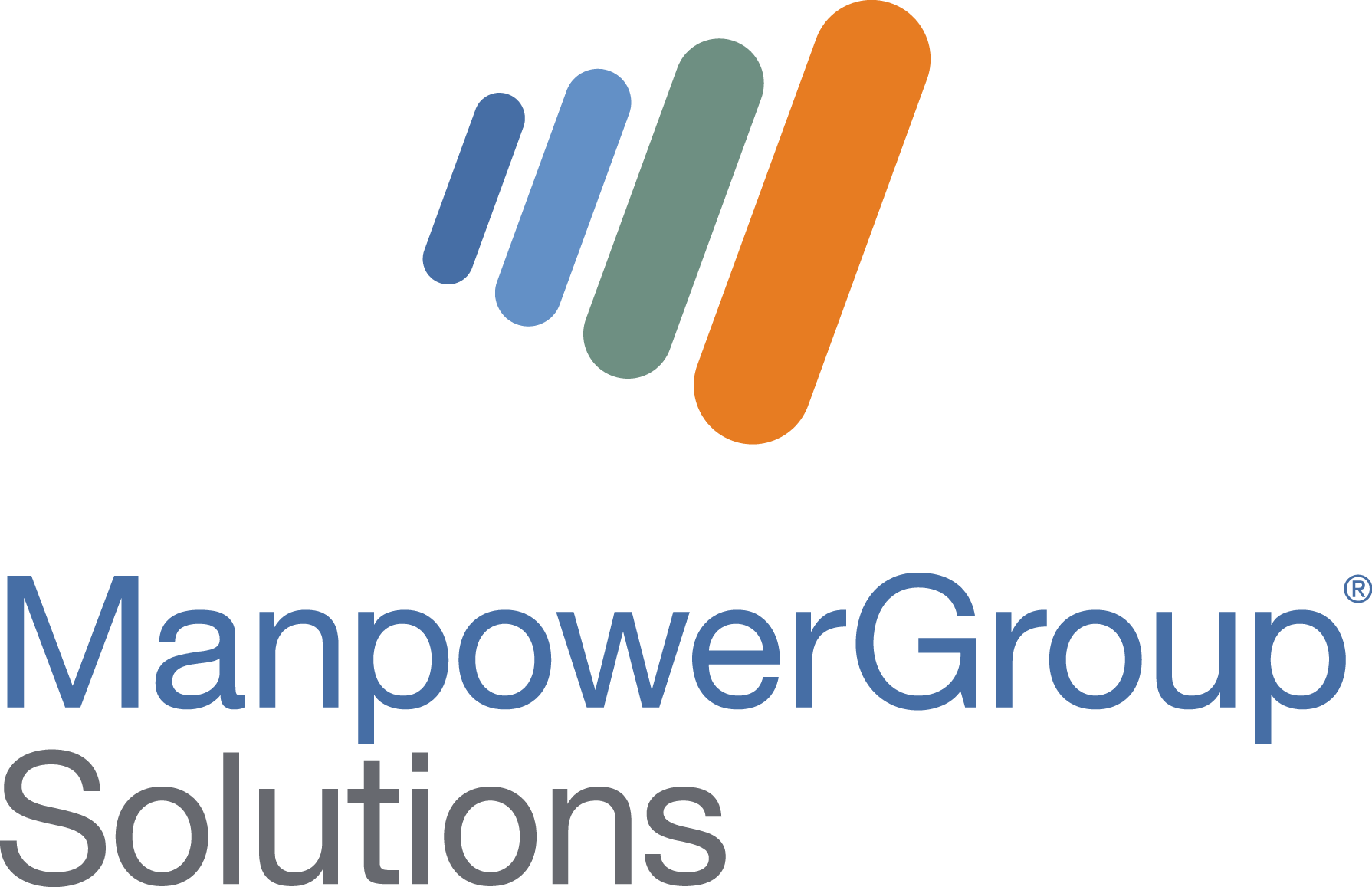
Aktuelles Logo von ManpowerGroup Solutions